# Rosabelle Sinclair
Rosabelle Sinclair (* 1890 in Jusowka, Russisches Kaiserreich; † 1981), war eine US-amerikanische Lacrosse-Spielerin. Sie wird als „Grand Dame des Lacrosse“ bezeichnet, da sie das erste Frauen-Lacrosse-Team in den Vereinigten Staaten gründete. Sie war die erste Frau, die in die National Lacrosse Hall of Fame aufgenommen wurde.

## Leben
Sinclair wurde in Russland geboren und in Philadelphia ausgebildet, bevor sie von 1906 bis 1910 die St Leonards School in St Andrews besuchte, wo Louisa Lumsden den Frauen-Lacrosse-Sport eingeführt hatte. Lumsden beschrieb in einem Brief aus den White Mountains in New Hampshire vom 6. September 1884, wie die Canghuwaya-Indianer in Montreal Lacrosse gegen den Montréal Lacrosse Club spielten: „Es ist ein wunderbares Spiel, schön und anmutig. (Ich war so begeistert davon, dass ich es in St Leonards einführte.)“ Frauen-Lacrosse fand erstmalig am 17. May 1890 in St Leonards  statt.
Nachdem sie 1910 die St Leonards School verlassen hatte, besuchte Sinclair Kurse in Sporterziehung bei Martina Bergman-Österberg an deren Bergman Österberg Physical Training College in Dartford, Kent, wo sie eine Klassenkameradin von Cara Gascoigne war. Anschließend unterrichtete sie an einer reinen Mädchenschule in Yorkshire und nahm 1919 eine Stelle am Chelsea Physical Training College an. 1922 ging sie zurück in die Vereinigten Staaten.
Sinclair unterrichtete Gymnastik und Spiele an der Rosemary Hall School, bevor sie Sportlehrerin an der Bryn Mawr School in Baltimore, Maryland, wurde. An dieser reinen Mädchenschule führte sie 1926 Lacrosse ein. Sie unterrichtete dort weiter und war von 1925 bis 1951 Sportdirektorin.
Damen-Lacrosse unterscheidet sich stark von der Männer-Variante, wobei der Schwerpunkt auf den Fertigkeiten mit dem Stock und der Geschicklichkeit liegt. Sinclair war der Meinung, dass das Spiel mit weiblicher Raffinesse gespielt werden sollte, und erklärte:

„Lacrosse, as girls play it, is an orderly pastime that has little in common with the men's tribal warfare version except the long-handled racket or crosse that gives the sport its name,  Its true that the object in both the men's and women's lacrosse is to send a ball through a goal by means of the racket, but whereas men resort to brute strength the women depend solely on skill.“

„Lacrosse, wie es von Frauen gespielt wird, ist ein geordneter Zeitvertreib, der mit der männlichen Variante des Stammeskriegs wenig gemein hat, abgesehen von dem langstieligen Schläger oder der Crosse, die dem Sport seinen Namen gibt. Zwar geht es sowohl beim Lacrosse der Männer als auch beim Lacrosse der Frauen darum, einen Ball mit Hilfe des Schlägers durch ein Tor zu befördern, doch während die Männer auf rohe Kraft zurückgreifen, verlassen sich die Frauen ausschließlich auf ihr Können.“

Sinclair ist für das Wachstum des Frauen-Lacrosse in den Vereinigten Staaten verantwortlich. Auch nach ihrem Ausscheiden aus der Bryn Mawr School engagierte sie sich weiterhin für die Entwicklung von Frauen-Lacrosse. Im Jahr 1978 benannte die Bryn Mawr School ihre Sportplätze zu Ehren von Sinclair um, kurz vor ihrem Tod im Jahr 1981.